# 西村歩
西村 歩（にしむら あゆみ、1985年12月20日 - ）は、大阪府和泉市出身の競艇選手である。登録番号4243。大阪支部所属。父は元競輪選手の西村暢一。

## 来歴
- やまと競艇学校時代、リーグ戦勝率4.77（準優出2　優出1）の成績を残した。
- 2003年5月23日、地元住之江競艇場で開催された「第45回ホワイトベア競走」1Rでデビュー（6着）。[1]
- 2004年8月4日、大村競艇場での女子リーグ戦で初勝利（142走目）。
- 2007年2月5日、福岡競艇場での「LOVE FM・なでしこカップ」で初優出（6着）。
- 2009年3月3日、尼崎競艇場での「第22回JAL女子王座決定戦競走」にG1初出場。
- 2010年3月3日、下関競艇場での女子王座2日目10RでG1初勝利。[2]
- 2025年8月18日、ボートレース鳴門で開催されたG3「オールレディース 第41回渦の女王決定戦競走」で初優勝（優出24回目）[3]。

## エピソード
- 同期に大峯豊、松村敏、鈴木成美らがいる。